# Bren-2

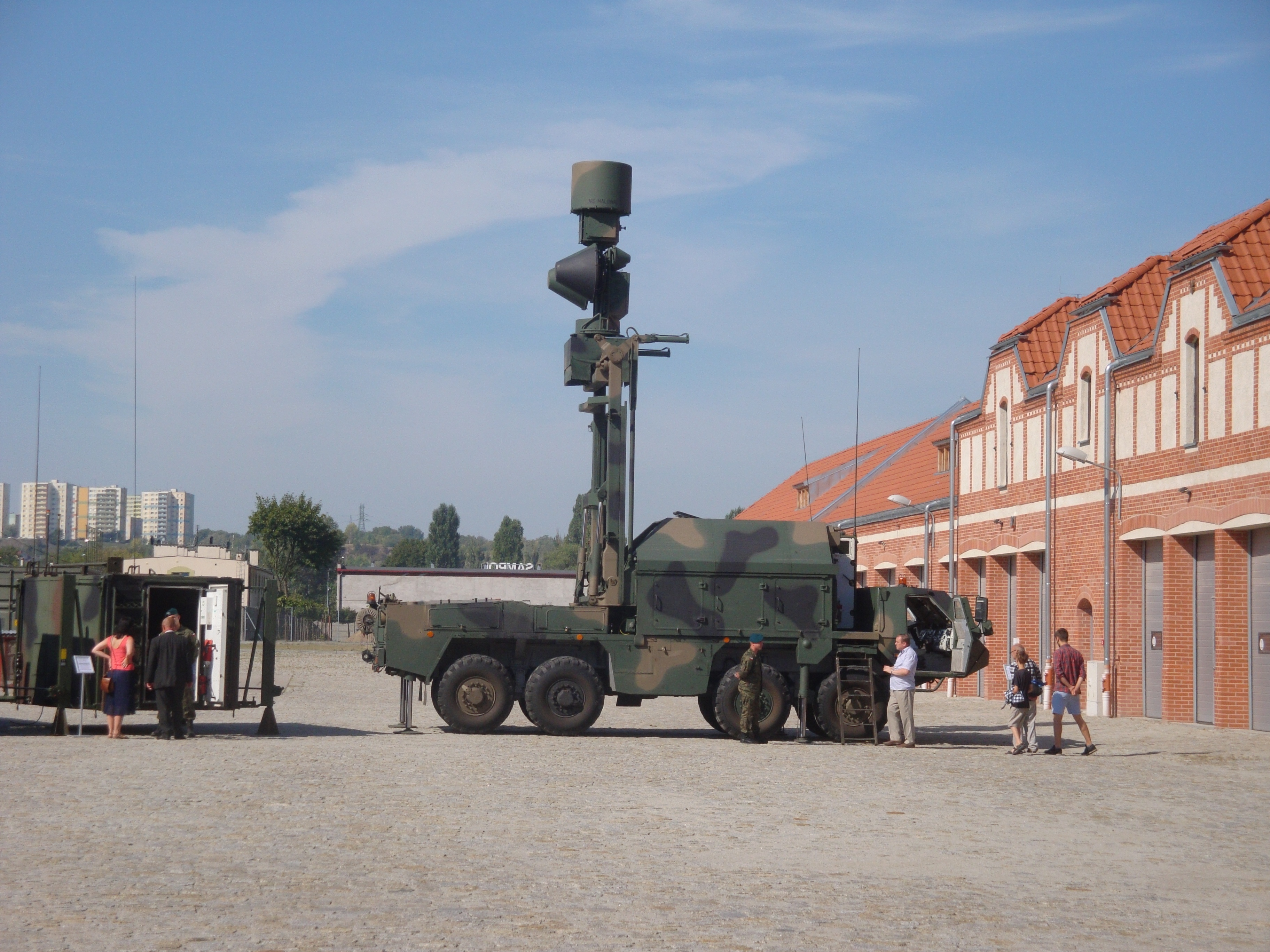

Bren-2 - польская РЛС наземной разведки. Разработана Институтом Промышленной связи (ныне PIT-Radwar), построенная на шасси Tatra 815.

## История
В 1993 году Институт промышленной связи совместно с институтом радиолокации Военно-технологического университета приступил к разработке современной системы радиолокационной разведки. Результатом этих ОКР стало внедрение систем Bren-2 (для сухопутных частей) и Bren-R (для ВМФ). Эти разработки легли в основу разработки системы Gunica для ВВС.

## Bren-R

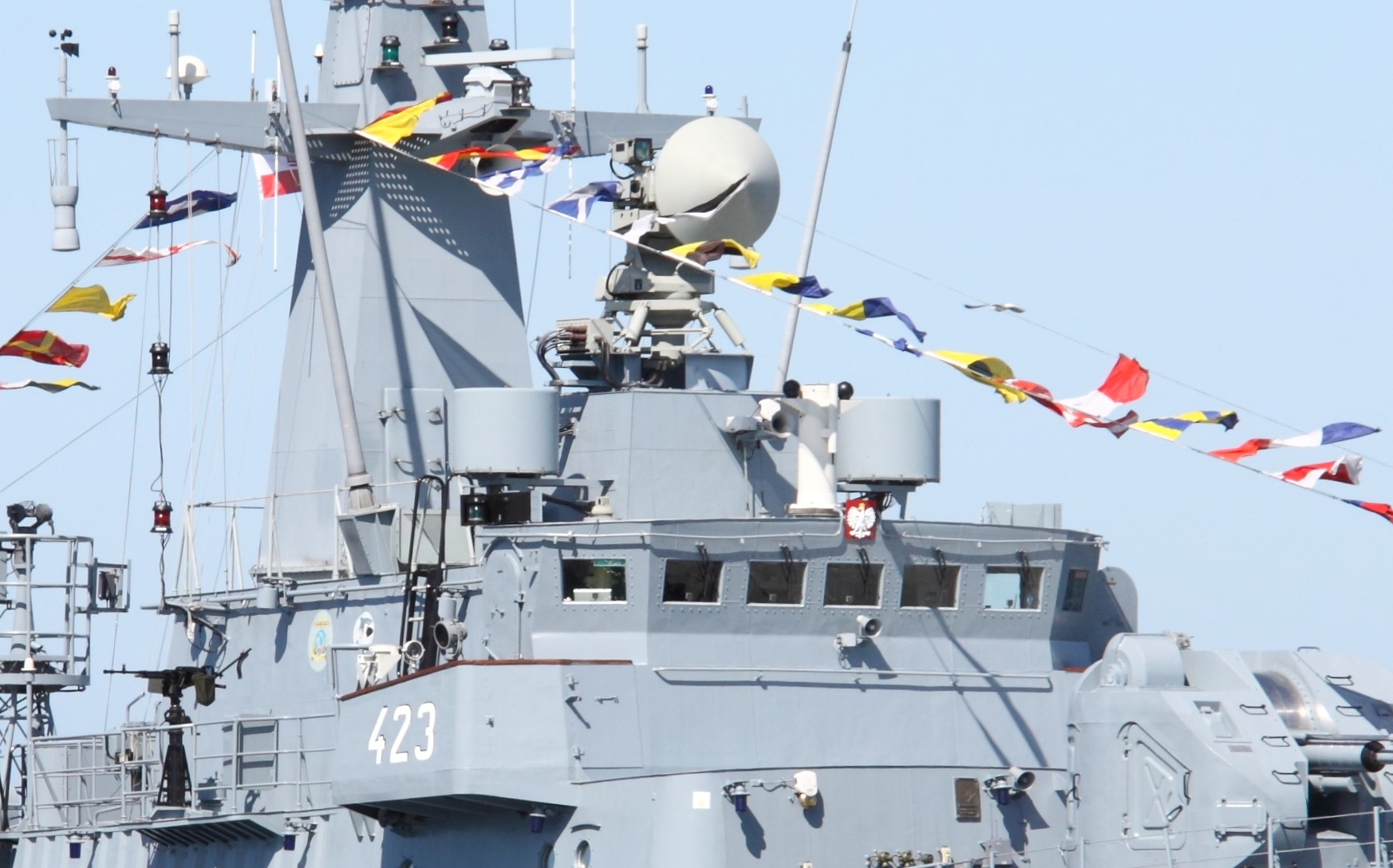

Морская версия комплекса устанавливается на корабли или в специальные разведывательные контейнеры Srokoz. Применяется для обнаружения, определения направления и идентификации источника радиосигнала.